# Euphorbia avasmontana
Euphorbia avasmontana es una especie fanerógama perteneciente a la familia Euphorbiaceae. Es endémica de Sudáfrica y Namibia.

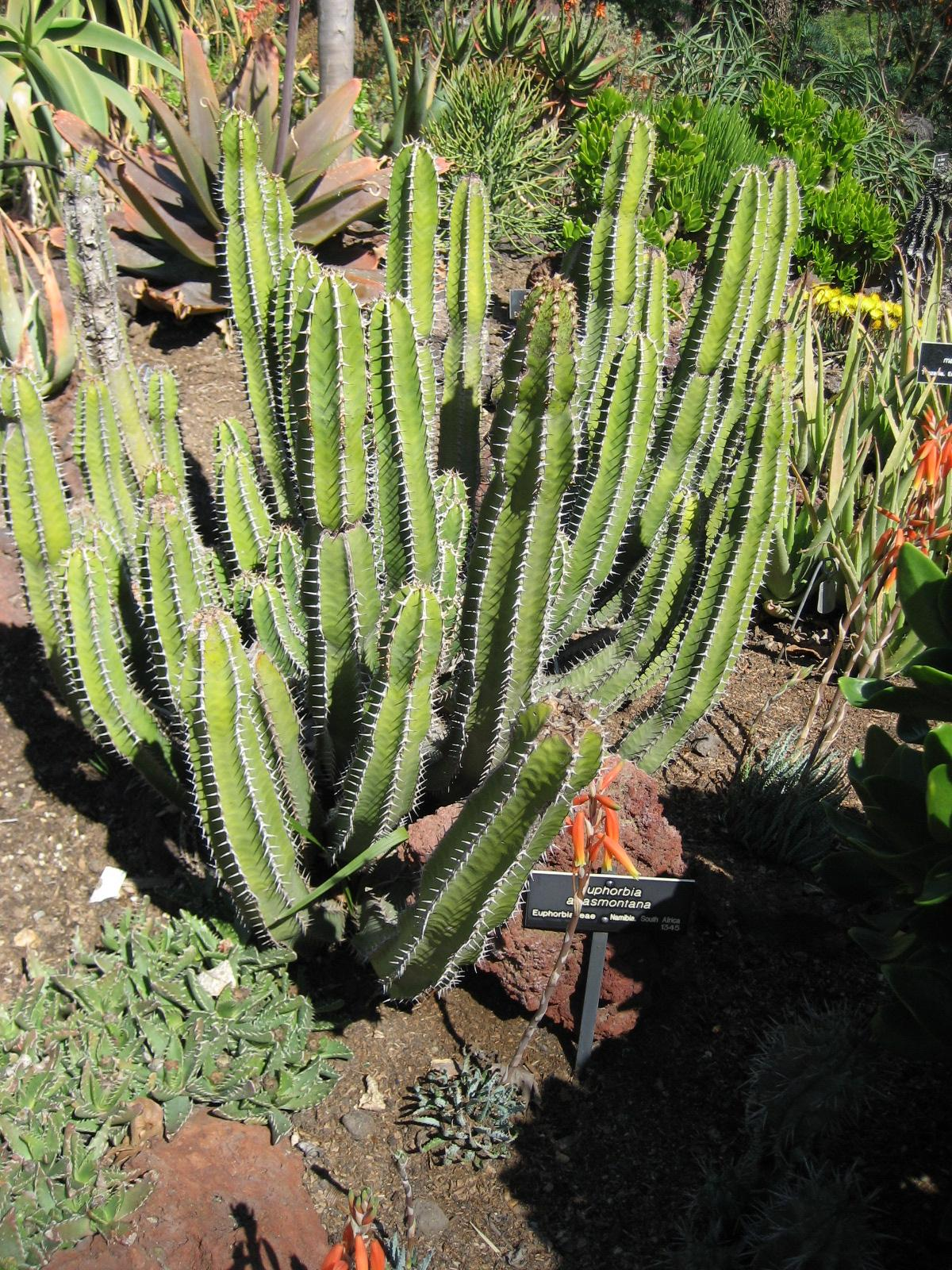
Detalle de la planta

## Descripción
Es un planta perenne columnar suculenta con 5-7 ángulos en el tallo que alcanza los 2 metros de altura y cuyos bordes tienen las espinas a pares y tienen 1-2 cm de longitud.

## Taxonomía
Euphorbia avasmontana fue descrito por Kurt Dinter y publicado en Repertorium Specierum Novarum Regni Vegetabilis, Beihefte 53: 96. 1928.
Etimología
Euphorbia: nombre genérico que deriva del médico griego del rey Juba II de Mauritania (52 a 50 a. C. - 23), Euphorbus, en su honor – o en alusión a su gran vientre – ya que usaba médicamente Euphorbia resinifera. En 1753 Carlos Linneo asignó el nombre a todo el género.
avasmontana: epíteto
Variedades
- Euphorbia avasmontana var. avasmontana
- Euphorbia avasmontana var. sagittaria (Marloth) A.C.White 1941 (s)

Sinonimia
- Euphorbia kalaharica Marloth (1930)
- Euphorbia avasmontana var. avasmontana
- Euphorbia avasmontana var. sagittaria (Marloth) A.C.White, R.A.Dyer & B.Sloane
- Euphorbia sagittaria Marloth[6]